# 이선희 (배우)
이선희(1978년 9월 11일 ~ )는 대한민국의 배우다. 날씨가 좋으면 찾아가겠어요, 동백꽃 필 무렵, 백일의 낭군님, 도도솔솔라라솔 등의 드라마에서 역할을 맡았다. 워킹걸 (2015년 영화), 외계+인 1부, 변호인 (영화), 지금, 이대로가 좋아요, 봉이 김선달 (2016년 영화), 곡성 (영화) 등의 영화에도 출연했다.

## 참여 작품

### 드라마
- 《추리의 여왕》 (KBS2, 2017년) - 슈퍼 주인 역
- 《추리의 여왕 2》 (KBS2, 2018년)
- 《백일의 낭군님》 (tvN, 2018년) - 주모 역
- 《동백꽃 필 무렵》 (KBS2, 2019년) - 정귀련 역
- 《날씨가 좋으면 찾아가겠어요》 (JTBC, 2020년) - 최수정 역
- 《그놈이 그놈이다》 (KBS2, 2020년)
- 《도도솔솔라라솔》 (KBS2, 2020년) - 예서 어머니 역
- 《그 해 우리는》 (SBS, 2021년) - 이민경 역
- 《어른 연습생》 (TVING, 2021년) - 나은의 어머니 역
- 《엉클》 (TV조선, 2021년) - 반찬가게 사장 역
- 《그린마더스 클럽》 (JTBC, 2022년) - 방정희 역
- 《붉은 단심》 (KBS2, 2022년) - 김 상궁 역
- 《마스크걸》 (Netflix, 2023년) - 오애자 역
- 《원더풀 월드》 (MBC, 2024년) - 정진희 역
- 《하이드》 (JTBC, 2024년) - 고춘희 역

### 영화
- 2009년 《지금, 이대로가 좋아요》 - 은실 역
- 2013년 《키스》
- 2013년 《러브씬》
- 2013년 《변호인》 - 야학생 1 역
- 2014년 《카트》 - 계산원 14 역
- 2015년 《워킹걸》 - 주부 역
- 2015년 《거짓말》 - 아영의 언니 역
- 2016년 《곡성》 - 병규의 아내 역
- 2016년 《봉이 김선달》 - 국밥집 주모 역
- 2019년 《공명선거》 - 현정 역
- 2019년 《급식》 - 선생님 역
- 2020년 《이장》 - 금옥 역
- 2020년 《나를 구하지 마세요》 - 인경 역
- 2020년 《싫다는 게 아니라》
- 2020년 《멀리 가지 마라》
- 2022년 《외계+인》 - 물안개 주막 주모 역
- 2023년 《밀수》 - 대령 사모 역
- 2023년 《콘크리트 유토피아》